# Palača Tonoli u Makarskoj
Palača Tonoli, koja je danas zgrada Gradskog muzeja Makarska, u gradiću Makarskoj, Obala kralja Tomislava 17, predstavlja zaštićeno kulturno dobro.

## Opis dobra
Zgrada Gradskog muzeja Makarska, izvorno palača obitelji Tonoli, nalazi se na obali. Najvjerojatnije je bila središnji dio složenijeg sklopa organiziranog oko dvorišta u njenom začelju. Sastoji se od prizemlja, prvog i drugog kata te potkrovlja. Na prvom katu je sedam prozora glatkog okvira s profiliranim prozorskim vijencima. Na drugom je u naglašenoj središnjoj osi dugi balkon. Zgrada je građena krajem XVIII. st. u oblicima kasnobaroknog sloga koji naglašava centralnu os grupiranjem otvora.

## Zaštita
Pod oznakom Z-4868 zavedena je pod vrstom "nepokretno kulturno dobro - pojedinačno", pravna statusa zaštićena kulturnog dobra, klasificirano kao "javne građevine".